# Episodi di Le scelte di Chuck (prima stagione)
La prima stagione di Le scelte di Chuck è andata in onda negli Canada di YTV dal 6 maggio 2017. 
| n° UK | n° ITA | Titolo originale                     | Titolo italiano                        | Prima TV Canada | Prima TV Italia  |
| ----- | ------ | ------------------------------------ | -------------------------------------- | --------------- | ---------------- |
| 1     | 1      | Cool Hand Norm                       | Norm mano fredda                       | 7 maggio 2017   | 14 aprile 2017   |
| 1     | 1      | Sunny Daze                           | Colpo di sole                          | 7 maggio 2017   | 14 aprile 2017   |
| 2     | 2      | Show Me the Buddy                    | Il vero amico                          | 21 maggio 2017  | 14 aprile 2017   |
| 2     | 2      | No Sleep Till                        | Non si dorme                           | 21 maggio 2017  | 14 aprile 2017   |
| 3     | 4      | The Dentalist                        | Il Dentalista                          | 6 maggio 2017   | 4 luglio 2017    |
| 3     | 4      | Maid in Cedar Hills                  | Giovani nababbi a Cedar Hills          | 6 maggio 2017   | 4 luglio 2017    |
| 4     | 5      | Pig Hero Fix                         | L’eroe salva maiali                    | 13 maggio 2017  | 5 luglio 2017    |
| 4     | 5      | So Wrong It's Right                  | Sbagliare fa bene                      | 13 maggio 2017  | 5 luglio 2017    |
| 5     | 6      | Grown-Up Chuck                       | Chuck da adulto                        | 14 maggio 2017  | 6 luglio 2017    |
| 5     | 6      | Chuck Dynasty                        | Invasione alata                        | 14 maggio 2017  | 6 luglio 2017    |
| 6     | 7      | Poultry in Motion                    | Pollame in transito                    | 20 maggio 2017  | 7 luglio 2017    |
| 6     | 7      | Les Disherables                      | Les Stovagliables                      | 20 maggio 2017  | 7 luglio 2017    |
| 7     | 3      | Smarten Up Chuck                     | Fatti furbo Chuck                      | 27 maggio 2017  | 3 luglio 2017    |
| 7     | 3      | Ultimate Chuck                       | Chuck il campione                      | 27 maggio 2017  | 3 luglio 2017    |
| 8     | 9      | Chuck of the Draw                    | Ba-Chuck in fronte dalla fortuna       | 28 maggio 2017  | 11 luglio 2017   |
| 8     | 9      | Paw Enforcement                      | La zampata dell’agente Chuck           | 28 maggio 2017  | 11 luglio 2017   |
| 9     | 8      | Abraham Stinkin                      | Abramo Puzzon                          | 6 maggio 2017   | 10 luglio 2017   |
| 9     | 8      | Box o' Norm                          | Lo scrigno di Norm                     | 6 maggio 2017   | 10 luglio 2017   |
| 10    | 10     | Back Off, Borkle                     | Fatti da parte, Borkle                 | 4 giugno 2017   | 12 luglio 2017   |
| 10    | 10     | Who's on Cursed?                     | La maledizione dei McFarlane           | 4 giugno 2017   | 12 luglio 2017   |
| 11    | 11     | Ex Mishina                           | Mishina la robottina                   | 10 maggio 2017  | 13 luglio 2017   |
| 11    | 11     | Veggie Tails                         | Una coda melanzanosa                   | 10 maggio 2017  | 13 luglio 2017   |
| 12    | 12     | No Pain, No Dwayne                   | Il compleanno più bello                | 11 maggio 2017  | 14 luglio 2017   |
| 12    | 12     | Shell Raisers                        | Crostacetor                            | 11 maggio 2017  | 14 luglio 2017   |
| 13    | 13     | Comet and Get It                     | Appuntamento con le stelle             | 27 maggio 2017  | 18 dicembre 2017 |
| 13    | 13     | How to Restrain Your Dragon          | Come educare un drago                  | 27 maggio 2017  | 18 dicembre 2017 |
| 14    | 14     | Action Jacket-son                    | Lo Stuntman                            | 18 maggio 2017  | 19 dicembre 2017 |
| 14    | 14     | Spirit of the Ce(dar)son             | Il giorno di Cedar                     | 18 maggio 2017  | 19 dicembre 2017 |
| 15    | 15     | We've Got Spirit                     | Lo spirito                             | 24 maggio 2017  | 20 dicembre 2017 |
| 15    | 15     | Cedar Hills' Most Wanted             | Il ricercato di Cedar Hill’s           | 24 maggio 2017  | 20 dicembre 2017 |
| 16    | 16     | The Dark Dingo and Possum Pete       | Il Dingo Oscuro e Possum Pete          | 25 maggio 2017  | 21 dicembre 2017 |
| 16    | 16     | Flush Hour Two                       | Giù per il tubo con Arianna            | 25 maggio 2017  | 21 dicembre 2017 |
| 17    | 17     | Bawk to the Future                   | Il chicchirichì del futuro             | 1 giugno 2017   | 25 dicembre 2017 |
| 17    | 17     | Hairy Christmas                      | Un Natale Barbuto                      | 1 giugno 2017   | 25 dicembre 2017 |
| 18    | 18     | In Space, Norman Can Hear You Scream | Norman paladino delle galassie         | 2 giugno 2017   | 26 dicembre 2017 |
| 18    | 18     | Area Fifty-Tree                      | Gli agenti segreti del Grande Cedro    | 2 giugno 2017   | 26 dicembre 2017 |
| 19    | 19     | Joey in Da House!                    | Joey ospite sgradito                   | 8 giugno 2017   | 27 dicembre 2017 |
| 19    | 19     | Art Attack                           | Arte vivente                           | 8 giugno 2017   | 27 dicembre 2017 |
| 20    | 20     | The Good, the Bad and the UD         | Il buono, il brutto e Ud - Parte 1 e 2 | 9 giugno 2017   | 28 dicembre 2017 |